# Paramphisopus palustris
Paramphisopus palustris is een pissebed uit de familie Amphisopidae. De wetenschappelijke naam van de soort is voor het eerst geldig gepubliceerd in 1924 door Ludwig Glauert.